# Friedrich Franz Kochann
Friedrich Franz Kochann (* 2. März 1815 in Berlin; † 31. Dezember 1899 ebenda) war Jurist und Mitglied des Deutschen Reichstags.

## Leben
Kochann besuchte das französische Gymnasium und die Universität in Berlin. 1843 wurde er in Berlin zum Kammergerichtsassessor ernannt, 1850 wurde er dort Mitglied des Stadtgerichts und 1879 des Amtsgerichts. Er verblieb in dieser Stellung bis zum 1. Oktober 1889, wo er nach fast 53-jähriger Dienstzeit auf sein Ansuchen in den Ruhestand trat.
Von 1871 bis 1893 war er Mitglied des Preußischen Abgeordnetenhauses für den Wahlkreis Regierungsbezirk Koblenz 6 (Kreise Ahrweiler und Adenau) und von 1874 bis 1893 auch Mitglied des Deutschen Reichstags für den Reichstagswahlkreis Koblenz 5 (Ahrweiler-Mayen).